# Eric Allman

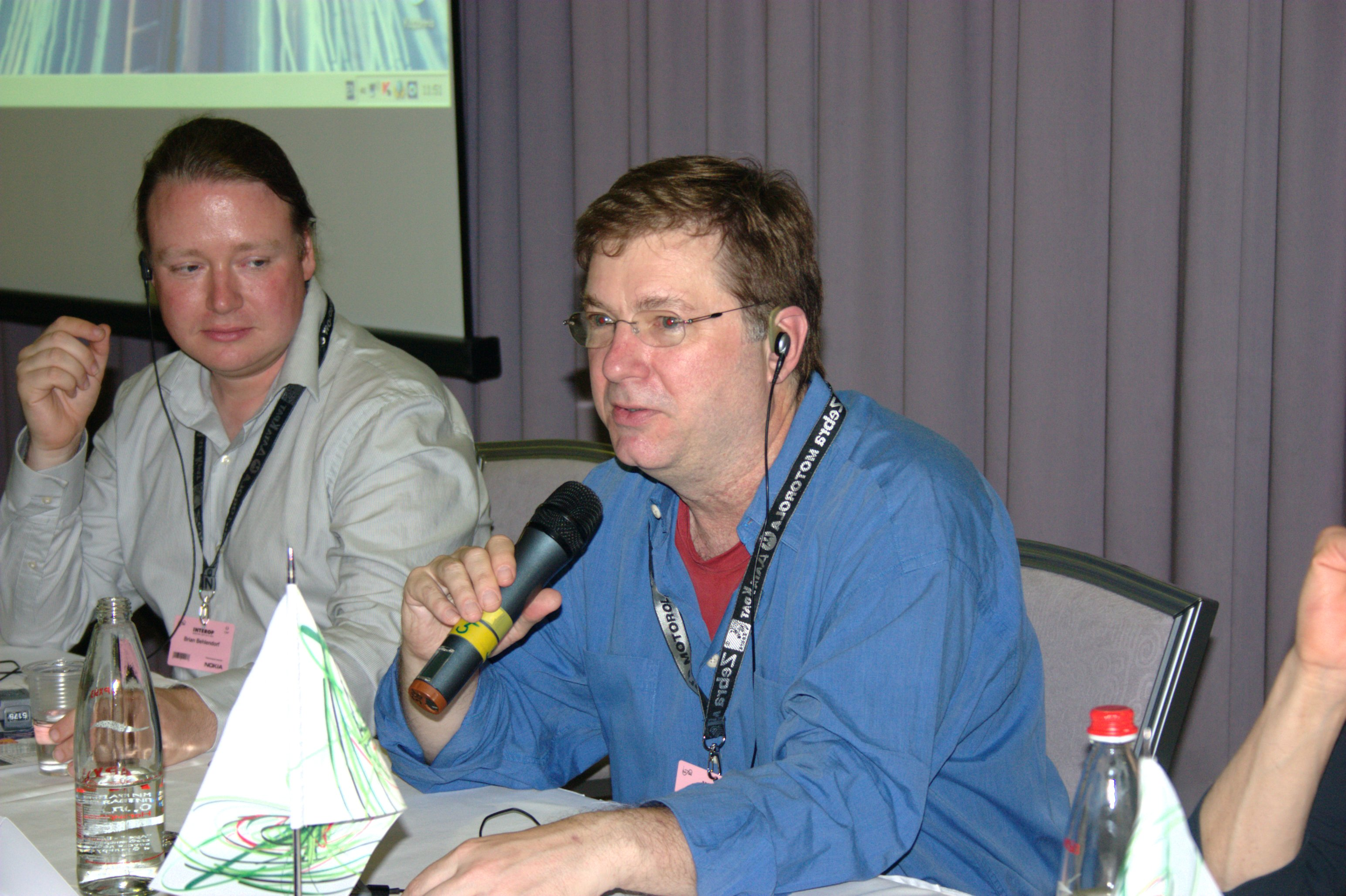
Eric Allman (Mitte) auf der INTEROP in Moskau, 2007

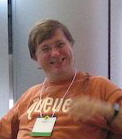
Eric Allman beim Fórum Internacional Software Livre 2005

Eric Allman (* 2. September 1955 in El Cerrito, Kalifornien) ist ein US-amerikanischer Informatiker, Programmierer der Software sendmail und gilt als Vater der modernen Internet-E-Mail.
Während seiner Anstellung an der University of California in Berkeley in den 1970ern und 1980ern entwickelte er mit der Software delivermail den Vorgänger von sendmail.
1973 begann er sein Studium an der Universität, im selben Jahr, in dem Unix von AT&T an die Universität kam. Da der Quellcode von Unix mehr oder weniger frei war, entstanden von Anfang an Erweiterungen von Unix und neue Software. Dazu gehörte delivermail von Allman. 1981 wurde aus delivermail der bekanntere Name sendmail, und im Jahr darauf wurde es ein wichtiger Teil der Berkeley Software Distribution. Auch heute wird sendmail trotz zahlreicher Kritik immer noch auf vielen Unix- und Linux-Systemen verwendet. Weitere noch heute verbreitete Entwicklungen von Allman sind vacation, syslog, tset und trek.
Allman ist Chief Science Officer der von ihm 1998 mitgegründeten Firma Sendmail Inc. in Emeryville, Kalifornien, die kommerzielle Unterstützung sowie erweiterte kommerzielle Lösungen auf der Basis von sendmail anbietet.
Zur Weiterentwicklung der E-Mail-Technik setzt sich Allman für die Verbreitung von Domain Sender Authentication ein und ist Co-Autor der Standardisierung von DomainKeys Identified Mail (DKIM).
Allman steht offen zu seiner Homosexualität (Zitat: „Es ist eine Art perverse Befriedigung zu wissen, dass es im Grunde unmöglich ist, Hassmails durch das Internet zu schicken, ohne dass diese von einem schwulen Programm berührt werden.“).